# Ksamil
Ksamil (gr. Εξαμίλια) – niewielka, nadmorska miejscowość w południowej części Albanii, w okręgu Saranda, obwodzie Wlora. Mieszka tam na stałe ok. 10.000 osób. 
5 km od Ksamilu znajduje się stanowisko archeologiczne Butrint, które zostało wpisane na listę światowego dziedzictwa UNESCO. Zaledwie 10 km od Ksamilu znajduje się Saranda; w przeszłości była to baza wojskowa i zaledwie od kilkudziesięciu lat osiedlają się tam Albańczycy. 

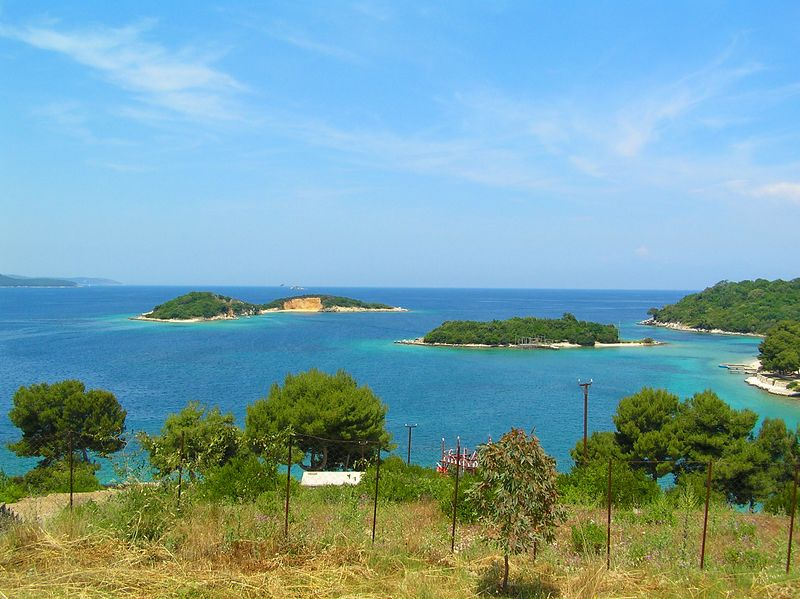
Wysepki Ksamil

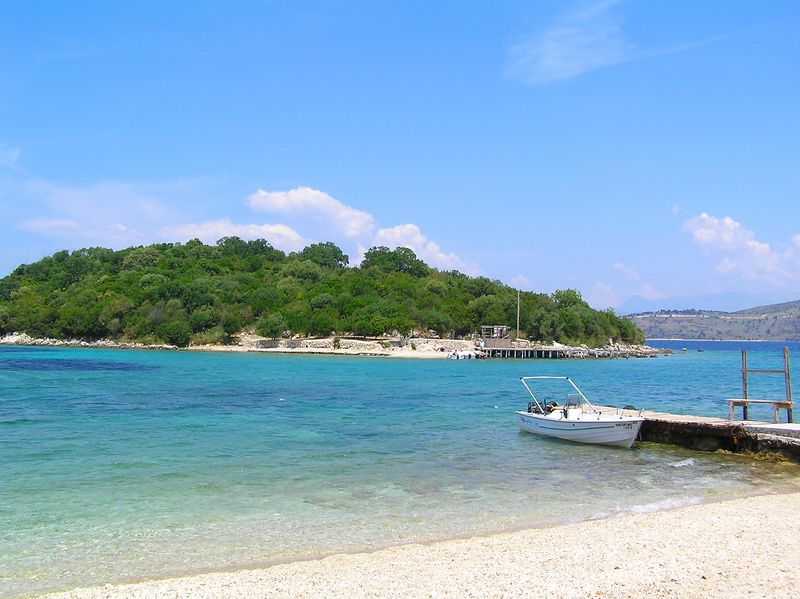
Plaża w Ksamil